# EL B
Bian Oscar Rodríguez Gala (La Habana, 25 de octubre de 1984) conocido como EL B, es un rapero y productor cubano nominado al Grammy Latino en 2016 con su álbum: "Luz"; constituye uno de los principales exponentes del Hip Hop hispanoamericano de la última década; fundador junto a Aldo el ya desintegrado dúo de Rap procedente de Cuba: Los Aldeanos (La Aldea). Formó junto con Aldo Roberto Rodríguez Baquero uno de los grupos más influyentes del rap en habla-hispana.   
Estos artistas realizaron un trabajo excepcional como dúo dentro del Hip Hop, pero actualmente trabajan individualmente.

## Biografía
Nace en Ciudad de La habana, el 25 de octubre de 1984, parte de su vida ocurre en el municipio Playa de dicha ciudad; posteriormente se traslada a Nuevo Vedado, desde donde comienza su carrera musical. Sus padres fueron obreros muy trabajadores, ya fallecidos, de los cuales El B ha dicho aprendió sobre el sacrificio, el amor y la dedicación a la familia; a ellos ha dedicado toda su obra.
La primera aparición pública de El B como parte del grupo, fue en Cinco Palmas, La Lisa, Cuba, el 27 de febrero de 2003. Ese mismo año consolidan su producción como Los Aldeanos, durante su primer concierto en el Anfiteatro del Parque Almendares, espacio que tuvieron como obsequio a partir de un galardón que reciben en el Festival Rap Plaza, ese mismo año: el Gran Premio gracias al tema: A veces sueño. Desde ese momento el grupo comienza a llamar la atención del público por el contenido sobre el cual versan sus temas, pues hasta ese momento en Cuba no había existido quien plasmara la realidad del ser humano de la manera que lo hicieron Los Aldeanos.
El repertorio de este grupo comienza a ser reconocido como revolucionario, crítico con los regímenes burocráticos, con la corrupción y hacia todos los males que aquejan a la sociedad. A través de la realidad cubana que viven, comienzan a hablar sobre los problemas que afronta el individuo de a pie y sus dificultades. Los cuestionamientos del hombre en su papel de humano comienzan a ser tratados por este grupo, desde una lírica frontal, sin disfrazar las palabras y se comienzan a emplear ingeniosas metáforas nunca antes usadas dentro del lenguaje del Rap en español; describen todo tipo de situaciones, sentimientos y contextos.
El B graba su primer álbum junto a Aldo en 2003: Censurado y un año más tarde Poesía Esposada, su segundo material en conjunto. Otro de los méritos que podemos destacar de esta agrupación es su rapidez creativa y la calidad musical de cada producción. A pesar de las dificultades afrontadas en Cuba por estos artistas para grabar o realizar cada música, llegan a sacar juntos o por separados, hasta tres materiales discográficos siempre grabados, mezclados y masterizados por amigos en estudios caseros.
Para 2005 forman parte de la décima y última edición del festival de rap Habana Hip-Hop. Desde estos primeros momentos el grupo, fue cuestionado por las instituciones cubanas por la manera en que abordaban en sus canciones la realidad que se vive en Cuba y por el gran éxito entre la juventud, que a pesar de la escasa tecnología, se las ingenia para tener un su reproductor un CD de Los Aldeanos. Las personas de inmediato encuentran una complicidad e identificación con la música, pues es la primera vez que alguien les habla directamente y de forma inteligente, sobre sus circunstancias.
En 2006, para su tercer aniversario El B graba: Mi filosofía, considerado su primer trabajo en solitario y el cual despertó gran interés de quienes seguían la música del dúo. Se muestra una madurez musical y como el título del propio disco propone, este artista anuncia que viene para quedarse y revolucionar el Rap en idioma español. Temas como Mi filosofía que le da título al fonograma, expresan sus interioridades y permite trazar una línea conceptual hacia la poesía; sin embargo en temas como: Chie chie: material de estudio, presenciamos elementos del Rap que hasta entonces no se había experimentado en Cuba y pronto trascendería a toda Hispanoamérica.
En el 2004 graban junto a otros artistas como: Los Paisanos, Kumar, Inti, Dj Leydis, Dj Yary, Dj D’boy una compilación denominada L3 y 8 que marca una era en el Hip Hop cubano, pues a raíz de este material, se forman proyectos importantes y se considera parte de la discografía de Los Aldeanos.
El B continúa su producción junto a Los Aldeanos y ese mismo año ve la luz: Abajo como hace tres febreros donde destaca nuevamente la madurez de estos artistas con respecto a los anteriores y reciben por primera vez un reconocimiento explícito internacional. A finales del 2006 un artículo llamado Cuba’s Rap Vanguard Reaches Beyond the Party Line sale en la portada de la sección de entretenimiento del New York Times; poco después Univisión los llama: revolucionarios de la Revolución. La atención por parte de la audiencia norteamericana crea una atención global en torno a este grupo.
En 2007 Los Aldeanos se unen junto a otros cuarenta y tres raperos bajo el nombre: La Comisión Depuradora y graban el doble CD del mismo nombre del colectivo y se graba en Real 70, estudio donde graban muchas de sus producciones. Esta unión de artistas traza una importantísima etapa dentro del Rap Cubano, pues es un disco al cual se suman la mayoría de los raperos de la Isla y es el espacio donde muchos raperos cubanos lanzan su trabajo por primera vez.
Ese mismo año Los Aldeanos graban el programa televisivo Cuerda Viva de la TV Cubana y quedan como el mejor grupo de Hip Hop; son llamados para entregar el premio en esta categoría para el 2009. El primer espacio que tuvo el grupo regularmente para presentaciones es en el club Karachi del Vedado en La Habana y sirve como punto de encuentro para los raperos. Aunque podemos decir que los lugares donde estos artistas se presentaban eran intermitentes y no se puede hablar de una periodicidad debido al contenido de sus canciones. Posteriormente el club Barbaram en Nuevo Vedado, cerca de los domicilios de cada uno, es un importante sitio donde coinciden por casi dos años y allí hacen los lanzamientos de los discos que son producidos independientemente por los raperos y Los Aldeanos son los anfitriones de lugar.
El B participa en la Batalla de los Gallos de Cuba, que organiza Red Bull y es ganador nacional en los certámenes de 2007 y 2008 consecutivamente. En ninguno de los años puede asistir a las finales internacionales que se organizan en Venezuela y México respectivamente. Se le niega el permiso de viaje que se solicitaba anteriormente a Inmigración, como parte de un trámite obligatorio, para un ciudadano salir de Cuba.
En 2008 Bian publica doble álbum: Dr Jekyll y Mr Hyde y logra notable repercusión internacional. Se graba en los estudios de Champion Record y Real 70; en este disco El B, juega conceptualmente con la dualidad del ser humano y la traslada al Rap para hacer que cada volumen independiente cobre el valor de esa ambivalencia. Dr Jekyll: temas de ideas profundamente humanas y personales, cargados de poesía y Mr Hyde: canciones con una lírica más directa y agresivas en su forma de expresión.
En 2008 igualmente, El B termina el disco: El Atropello junto a Al2, importante fonograma por la madurez que se alcanza en la producción; pistas de Dj Lápiz y de Al2. De este fonograma forma parte la polémica canción: La naranja se picó, en cuyo videoclip realizado en la Escuela Internacional del Nuevo Cine Latino Americano de San Antonio de los Baños, Bian expresa abiertamente su inconformidad ante la prohibición a dejarlo salir fuera del país a un evento artístico. Hay que destacar que en Cuba Los Aldeanos influyen en la producción musical de Rap que les sucede. Producto de la censura a que son expuestos y al no tener espacios donde lanzar sus discos, ni los de los raperos, hasta esos momentos independientes de instituciones, fundan los premios Puños Arriba de la música Urbana (con idea original de Al2 EL Aldeano).
Los Aldeanos, son llamados artistas de nueva generación en Cuba, por ese periodo y después que comparten con el importante cantautor cubano Pablo Milanés escenario en La Habana.
El B presenta en 2010 CD Viva Cuba Libre; el cual trabaja desde 2009 y cuenta con dos volúmenes. Con una gran calidad sonora y es la primera vez que Bian se lanza como productor musical; este fonograma constituye uno de los más importantes dentro de su discografía y muestra abiertamente un cuestionamiento hacia la realidad cubana.
Más adelante y junto a Al2, tiene lugar la grabación en La Habana del disco con el Dj español Figu. Esta producción tiene como título: D’finnyflow y colaboran con artistas como Tote King, Juaninacka y Tito Sativo.
La opinión internacional se acrecienta para esta etapa hacia el trabajo de Los Aldeanos y se habla de ellos en los Estados Unidos y varios programás televisivos de América Latina y Europa. CNN Internacional se enfoca en el papel socio-político de Los Aldeanos en su artículo titulado: Como el Hip Hop le da voz a los cubanos (2009). La atención internacional siembra curiosidad por la agrupación y en un corto período de tiempo Los Aldeanos comienzan a recibir más interés de la comunidad internacional de Hip Hop que cualquier otra agrupación de rap en la Isla.
Como parte de la clausura del histórico concierto: Paz Sin Fronteras en La Habana, Juanes nombra los artistas que estuvieron presente en el escenario, más menciona en esa lista a Los Aldeanos y Silvito El Libre, rapero con quien también han tenido varias colaboraciones.
Su primera experiencia en escenario internacional fue en julio de 2010 que cantan en el Exit Fest de Novi Sad, Serbia. Posteriormente viajan a varias ciudades y participan en festivales como: Interrapción de Madrid y Hip Hop Al Parque; en el Festival Revolución Sin Muertos; Festival HIP6, Medellín, Colombia. Participan en el Festival Miradas Doc en Tenerife, España donde presentaron un material documental sobre su obra: Revolution, hecho por cineastas cubanos.
Como parte de su gira por países como: Serbia, Colombia, y España, también hicieron estancia en Miami, Estados Unidos, donde se presentan en el Auditorio del Condado de Miami Dade.
En 2011 participan además en el Festival Viña Rock en Villa Robledos, España, también en importantes Festivales en Sevilla, Barcelona, Madrid, Granada y Oviedo. Ha participado en conciertos con resultados satisfactorios por el público en las ciudades mexicanas de Guadalajara, México DF y Monterrey. Asimismo en ciudades de Venezuela, Chile, Ecuador, Perú y Argentina, donde fue jurado en la Batalla de Los Gallos de Red Bull en 2013. En todos estos países el grupo hizo sold out durante sus presentaciones. 
En 2013, El B lanza al mercado su cuarto disco en solitario realizado de manera independiente y grabado en Cuba, por Yamil Reyes en Sqcha Records. Este es un disco doble en el que la producción musical es completamente de Bian. Incorpora elementos de música electrónica y la música cubana, sobre los mismos presupuestos del Hip Hop.
Resulta complicado resumir la carrera de trece extensos años de El B y de Los Aldeanos. En septiembre de 2014 tienen un concierto en el Salon Flamingo de Miami que se transmite via Youtube para el mundo. Hace poco tiempo lanzan a la web dos sencillos que forman parte de la nueva propuesta: No le tengo miedo y Loco; los cuales han tenido un gran éxito y más de 4 millones de visitas en Youtube.
Además se espera una compilación hecha por El B y reeditada con diez de los temas que verán la luz a finales del 2014 y para el próximo 2015 se espera el nuevo disco de EL B en solitario, así como una reedición de su música, con nuevas portadas y ajustes sonoros.
El B se presenta en 2015 en el festival de la Calle 8 en Miami, siendo el primer rapero hispanoamericano en darse cita en dicho Festival. En este mismo año, crea su propio sello independiente: “Zen Star Productions”.
Participa en el importante Festival South by Southwest (SXSW) en Austin Texas, presentando nuevos temas que corresponde a su nueva producción discográfica. Dentro de este evento tuvo dos presentaciones y una de ellas en el escenario de la importante revista: “Source” de Hip Hop estadounidense. La presentación de Bian en dicho evento fue destacada en medios como el New York Times, y su música fue recogida en las compilaciones del Festival.
Durante el 2015 realiza dos conciertos en Miami en los que estrena el sencillo “Comienza de nuevo” en uno y “Pa’l Carajo” en otro. Debido a la cantidad de personas que acudieron al evento y como parte de los Latin Grammy, el rapero fue convocado a realizar una presentación en los “Latin Grammy Street Parties”, evento colateral a la ceremonia de entrega de premios y donde cantó para unas tres mil personas.
El B tiene en su repertorio más de trescientas canciones, agrupados en 9 discos como parte de Los Aldeanos, 5 en solitario, dentro de los cuales 3 son dobles y un sin número de colaboraciones con otros músicos y productores de Hip Hop de Cuba y el mundo. La revista “Vibe” importante medio de Hip Hop en Estados Unidos, cataloga a EL B a través de un artículo, como uno de los principales exponentes dentro del Hip Hop Real Latino Americano y uno de los más trascendentales dentro de la comunidad latinoamericana en este país. Esto ha dado lugar a que raperos y productores destacados dentro del movimiento underground de Rap en Estados Unidos hayan colaborado en su nueva producción: “Luz”; por citar algunos tenemos el ejemplo del legendario rapero Talib Kweli junto al cual protagoniza: "Sigo Aquí" que fue lanzado exclusivamente por Tidal, con la venia del rapero y productor Jay Z . En diciembre de 2015 abrió un concierto para Immortal Tecnique, importante rapero estadounidense con una temática de contenido social, similar a la de El B; el concierto transcurrió durante el Art Basel de Miami.
Ha realizado numerosos conciertos con gran aceptación dentro del público de Estados Unidos y Miami, donde reside actualmente. En 2016 es nominado al Grammy Latino con el disco: "Luz" en la categoría de mejor álbum de música urbana. Esta nominación abre numerosas puertas para El B como productor y actor; pues es llamado a participar en la película independiente: "Vandal" que habla sobre la historia de un joven a través del grafiti en la ciudad de Miami; también realiza parte de la banda sonora de dicha película. 
En 2016 fue nominado a los Premios Grammy Latinos el disco Palabras Manuales de la cubana Danay Suárez donde cuenta con una colaboración con Bian en el tema: "Las balas". Pudimos ver a ambos artistas interpretando el tema junto a la sinfónica Nu Deco Ensemble en North Beach Bandshell, donde estuvieron artistas de la talla de Stephen Marley. 
La obra de El B ha sido recogida en numerosas revistas, bitácoras digitales y actualmente se puede tener acceso a su trabajo mediante las redes sociales donde se encuentra activo aproximadamente desde 2014, pues ha remarcado que antes no tenia internet porque se encontraba viviendo en Cuba donde es bien restringido ese servicio.
La carrera de este artista lo ha llevado a participar como jurado junto a importantes figuras de la escena del Rap y el freestyle como la Final Internacional de la Batalla de los Gallos en Santo Domingo o la Final Internacional Internacional en Mexico 2017 junto a artistas de la talla de Residente; pudimos presenciar un concierto del artista durante el after party del evento.
Es conocida la labor de EL B como compositor dentro de la industria musical latina, trabajando con numerosos artistas. Destaca asimismo su trabajo como productor. 
En 2018 ve la luz su disco "Scorpion King" un mixtape con canciones enfocadas a un estilo de Rap depurado y letras muy precisas que aluden a temas sociales, de interioridad humana enfocadas a rescatar la esencia del Hip Hop. Advertimos temas como RCPRC (Rap Consciencia para Raperos Conscientes) que emerge no solo como una suerte de desahogo personal ante el actual esquematismo del Rap en este idioma, sino también como una manera de apelar a la sinceridad y coherencia dentro de las letras actuales.
Uno de los temas recientes más populares de Bian es "L'Bonche'' que da nombre a un espacio creado junto a Lyda Cao para fomentar la creatividad, la cultura alternativa y el Hip Hop Latino en Miami. Este espacio bimensual ha sido muy conocido y visitado. Durante más de un año ha estado sold out. Se puso en pausa debido a la pandemia del Covid 19.
Comenta el artista:  Para el nombre tomamos como referencia las fiestas de Cuba conocidas como  “bonches”; eran fiestecitas que se hacían en los barrios y comúnmente llamadas asi. En este caso nos pareció buena la idea de jugar con las iniciales d nuestros nombres L’ B  y asi personalizarlo: L’Bonche. El ambiente es muy tranquilo, bohemio, sobre todo variado en todos los sentidos desde el publico que nos visita hasta la música que podrán encontrar en las sesiones de DJ. Prima la buena energía, hay una familiaridad entre todos; algunos van con su grupo de amistades, otros con su familia. Encontramos una diversidad generacional que a nosotros mismos nos ha impresionado porque va desde personas jóvenes hasta otros que no lo son tanto; pero lo mas importante es que todos compartimos un sentimiento común: el deseo de pasar unas horas de buena vibra. También coexisten en L’Bonche personas de varias nacionalidades, la mayoría somos cubanos pero nos ha visitado gente de Colombia, Venezuela, Guatemala, Mexico, España y Panama.
"Se feliz" es uno de los temas de este mixtape que más destaca por la versatilidad que demuestra en el género Rap Reggae y cuenta con un video excepcional; uno de los tracks imprescindibles de ese disco es "Lluvia de verano" que el artista dice es dedicado a su esposa (también le ha compuesto "Pedazo de Luna" y "Hoy) aunque aclara que la primera canción que le regalo fue "Una pausa psicológica".
Hemos visto al rapero enfocado en soltar sencillos de manera periódica como "Creo" junto al legendario Lápiz Consciente de República Dominicana. Destaca la colaboración de EL B junto a Nach para el disco Almanauta de este último; se considerada uno de los mejores temas de Rap en idioma hispano de 2018. Otros temas destacados que incluyen videos son "Barras",  "Uno con el Universo", "Scorpion King" y "40tena". De los más recientes en formato de audio encontramos "Los Desmayo", "Egoísta".
En 2019, vimos a El B como parte del jurado de Red Bull Batalla de Gallos en la primera final en Miami, USA, junto a importantes artistas de la escena. El evento comienza con un magistral concierto del artista. A fines de este mismo año crea junto a su esposa el podcast "La Muela'' convirtiéndose en el primer rapero latino en USA en tener este tipo de Broadcasting.